# Доран (Минесота)
Доран (енгл. Doran) град је у америчкој савезној држави Минесота.

## Демографија
По попису из 2010. године број становника је 55, што је 4 (-6,8%) становника мање него 2000. године.
| Група             | 2000.      | 2010.       |
| Белци             | 54 (91,5%) | 55 (100,0%) |
| Афроамериканци    | 1 (1,7%)   | 0 (0,0%)    |
| Азијати           | 0 (0,0%)   | 0 (0,0%)    |
| Хиспаноамериканци | 0 (0,0%)   | 0 (0,0%)    |
| Укупно            | 59         | 55          |